# Anopheles maculatus
Anopheles maculatus är en tvåvingeart som beskrevs av Theobald 1901. Anopheles maculatus ingår i släktet Anopheles och familjen stickmyggor. Inga underarter finns listade i Catalogue of Life.